# FK Be1
FK Be1 é um clube de futebol profissional lituano da cidade de Jonava que joga o Pirma lyga.

## História
O Nacionalinė futbolo akademija foi fundado em 2006.

## Participação noCampeonato Lituano
| Temporada | Nível | Campeonato | Lugar | Ref   |
| --------- | ----- | ---------- | ----- | ----- |
| 2012      | 2.    | Pirma lyga | 6.    |       |
| 2017      | 3.    | Antra lyga | 1.    |       |
| 2018      | 2.    | Pirma lyga | 10.   |       |
|           |       |            |       |       |
| 2022      | 2     | Pirma lyga | 4.    |       |
| 2023      | 2     | Pirma lyga | 2.    |       |
| 2024      | 2     | Pirma lyga | 2.    | [ 2 ] |

## Equipamentos

### Equipamentos anteriores
- 2012; 2017-2018

| 2012 (Titular) | 2012 (Alt.) | 2018 (Titular) | 2018 (Alt.) |

## Elenco Atual
Última atualização: 23 de agosto de 2024 (UTC).
Nota: Bandeiras indicam equipe nacional, conforme definido pelas regras de elegibilidade da FIFA. Os jogadores podem ter mais de uma nacionalidade não-FIFA.
| 1  | Lituânia | G | Kajus Urbietis       |  |  |  |  |  |
|    |          |   |                      |  |  |  |  |  |
| 22 | Lituânia | D | Germanas Daškevičius |  |  |  |  |  |
|    | Lituânia | D | Matas Gavrilovas     |  |  |  |  |  |
|    | Lituânia | D | Ernestas Mockus      |  |  |  |  |  |
|    | Lituânia | D | Arnas Paura          |  |  |  |  |  |
|    | Lituânia | D | Deividas Raulinaitis |  |  |  |  |  |
|    | Lituânia | D | Matas Voronko        |  |  |  |  |  |
|    |          |   |                      |  |  |  |  |  |

| 6  | Lituânia | M | Matas Ramanauskas    |  |  |  |  |  |
| 9  | Lituânia | M | Domantas Vitkus      |  |  |  |  |  |
|    | Lituânia | M | Ainas Bareikis       |  |  |  |  |  |
|    | Lituânia | M | Lukas Jakavičius     |  |  |  |  |  |
|    | Lituânia | M | Valdas Paulauksas    |  |  |  |  |  |
|    | Lituânia | M | Domantas Putrius     |  |  |  |  |  |
|    |          |   |                      |  |  |  |  |  |
|    | Lituânia | A | Robertas Ratkevičius |  |  |  |  |  |
| 11 | Lituânia | A | Titas Aukštuolis     |  |  |  |  |  |